# Nowoczanowskoje
Nowoczanowskoje (ros. Новочановское) – wieś (sieło) w Rosji, w obwodzie nowosybirskim, w rejonie barabińskim. W 2010 liczyła 878 mieszkańców.